# Faratsiho
Faratsiho est une commune urbaine malgache, située dans la partie centrale de la région de Vakinankaratra. Située à 1720m d'altitude, elle est la ville la plus haute de Madagascar.

## Démographie
la démographique est pleine en haricot